# Csangsai csata (1941)
A második csangsai csata egy ütközet volt a kínai nacionalista erők és a japánok között 1941-ben.

## Előzmények
A japánok először 1939-ben próbálták meg elfoglalni Csangsát, de súlyos vereséget szenvedtek.

## A csata
Két évig viszonylagos béke honolt Csangsában és környékén, de 1941-ben a japánok újra támadtak. Az offenzíva szeptember 6-án, 120 000 emberrel indult meg. A japán katonák gyorsan nyomultak előre. Szeptember 27-én betörtek Csangsába. Véres utcai harcok során 30-ára sikerült a kínaiaknak kiűzniük a támadókat a városból, majd ellentámadásba mentek át. Október 8-áig folytak a harcok, majd a japánok visszavonultak. Ismét vesztettek. Ezúttal a japánoknak 10 000 halottjuk volt.

## Következmények
Ugyan a csata nagy kudarc volt a japánok számára és a veszteségeik igen magasak voltak, mégis még ugyanezen év  decemberében újra megpróbálkoztak a város elfoglalásával.